# Альберто Маріотті
Альбе́рто Маріо́тті (ісп. Alberto Mariotti; нар. 23 серпня 1935) — аргентинський футболіст, що грав на позиції захисника.
Виступав за клуби «Чакаріта Хуніорс», «Сан-Лоренсо» та «Архентінос Хуніорс», а також національну збірну Аргентини, з якою був учасником чемпіонату світу.

## Клубна кар'єра
У дорослому футболі дебютував 1955 року виступами за команду «Чакаріта Хуніорс», в якій провів сім сезонів і у 1959 році виграв з нею чемпіонат другого дивізіону країни.
1962 року приєднався до клубу «Сан-Лоренсо» і відіграв за команду з Буенос-Айреса наступні два сезони своєї ігрової кар'єри.
Протягом 1964 року знову захищав кольори клубу «Чакаріта Хуніорс», а 1965 року перейшов до клубу «Архентінос Хуніорс», за який відіграв наступний сезон. Завершив професійну кар'єру футболіста виступами за команду «Архентінос Хуніорс» у 1965 році. Загалом за 131 матчів, проведених в рамках чемпіонату Аргентини, Маріотті не забив жодного голу.

## Виступи за збірну
1962 року зіграв один матч у складі національної збірної Аргентини. Того ж року поїхав з нею і на чемпіонат світу 1962 року у Чилі, але на поле не виходив.